# División de Honor de la Asociación de Football de Santiago 1930
El Torneo de la División de Honor de la Asociación de Football de Santiago 1930 fue la 4.º edición de la primera categoría de la Asociación de Football de Santiago, competición de fútbol de carácter oficial y amateur de la capital de Chile, correspondiente a la temporada 1930. Se jugó desde el 13 de abril de 1930.
Su organización estuvo a cargo de la Asociación de Football de Santiago (AFS), sucesora de la Liga Central de Football de Santiago, y contó con la participación de diez equipos. La competición se disputó bajo el sistema de todos contra todos, en una sola rueda.
El campeón fue Colo-Colo, que se adjudicó su tercer título de la División de Honor de la Asociación de Football de Santiago.
Los equipos que descendieron a la Primera División de la AFS fueron Gimnástico Arturo Prat y Santiago National, que terminaron últimos en la tabla de posiciones.

## Reglamento de juego
La competición se jugó bajo el sistema de todos contra todos y en una sola rueda de nueve fechas, resultando campeón aquel equipo que acumulase más puntos en la tabla de posiciones.

### Sistema de descenso
Se estableció que el equipo con menos puntaje en la tabla de posiciones, descendía a la Primera División de la Asociación de Football de Santiago.

## Equipos participantes

### Relevo anual de clubes
Gimnástico Arturo Prat, subcampeón de la Segunda División de la Liga Central de Football de Santiago 1929, ascendió a la primera categoría, mientras que Sportivo MacKay descendió a la segunda categoría. Se ignora por qué Independiente, campeón de la Segunda División de la LCF 1929, no ascendió.
Carabineros de Chile, equipo perteneciente a la primera categoría de la Asociación de Football de Santiago, fue disuelto a inicios de 1930 luego de que la institución uniformada dispusiera que los funcionarios de la institución no podían participar en actividades deportivas civiles, como consecuencia de la ordenanza general sufrida por el ente, el 2 de noviembre de 1929.
| Ascendidos a la División de Honor                                         |
| ------------------------------------------------------------------------- |
| Gimnástico Arturo Prat (subcampeón de la Segunda División de la LCF 1929) |

| Descendidos a la Primera División |
| --------------------------------- |
| Unión Sportivo MacKay             |

### Información de los clubes
| Equipo                   | Ciudad            |
| ------------------------ | ----------------- |
| Audax Italiano           | Santiago de Chile |
| Colo-Colo                | Santiago de Chile |
| Gimnástico Arturo Prat   | Santiago de Chile |
| Green Cross              | Santiago de Chile |
| Liverpool Wanderers      | Santiago de Chile |
| Magallanes               | Santiago de Chile |
| Santiago                 | Santiago de Chile |
| Santiago Badminton       | Santiago de Chile |
| Santiago National        | Santiago de Chile |
| Unión Deportiva Española | Santiago de Chile |

## Clasificación
| Pos.                                      | Equipo                   | PJ | PG | PE | PP | GF | GC | Dif. | Pts. |
| ----------------------------------------- | ------------------------ | -- | -- | -- | -- | -- | -- | ---- | ---- |
| 1.                                        | Colo-Colo                | 9  | 7  | 1  | 1  | 33 | 5  | 28   | 15   |
| 2.                                        | Santiago Badminton       | 9  | -  | -  | -  | -  | -  | -    | 15?  |
| 3.                                        | Unión Deportiva Española | 9  | 6  | 1  | 2  | 29 | 10 | 19   | 13   |
| 4.                                        | Audax Italiano           | 9  | -  | -  | -  | -  | -  | -    | -    |
| 5.                                        | Green Cross              | 9  | -  | -  | -  | -  | -  | -    | -    |
| 6.                                        | Santiago                 | 9  | -  | -  | -  | -  | -  | -    | -    |
| 7.                                        | Magallanes               | 9  | -  | -  | -  | -  | -  | -    | -    |
| 8.                                        | Liverpool Wanderers      | 9  | -  | -  | -  | -  | -  | -    | -    |
| 9.                                        | Gimnástico Arturo Prat   | 9  | -  | -  | -  | -  | -  | -    | -    |
| 10.                                       | Santiago National        | 9  | 1  | 1  | 7  | 22 | 40 | -18  | 3    |
| Última actualización: 27 de julio de 2013 |                          |    |    |    |    |    |    |      |      |

|  |                                |
|  | Campeón.                       |
|  | Descendido a Primera División. |

## Resultados
| Santiago Badminton | 7 : 2 | Santiago National | ?   | 27 de julio de 1930 | ?   |
| Audax Italiano     | 1 : 2 | Magallanes        | ?   | 27 de julio de 1930 | ?   |
| Equipo X           | 1 : 1 | Equipo X          | XXX | XXX                 | XXX |
| Equipo X           | 0 : 0 | Equipo X          | XXX | XXX                 | XXX |
| Equipo X           | 3 : 0 | Equipo X          | XXX | XXX                 | XXX |

| Magallanes | 2 : 4 | Unión Deportiva Española | ?   | 17 de agosto de 1930 | ?   |
| Colo-Colo  | 1 : 0 | Santiago                 | ?   | 17 de agosto de 1930 | ?   |
| Equipo X   | 1 : 1 | Equipo X                 | XXX | XXX                  | XXX |
| Equipo X   | 0 : 0 | Equipo X                 | XXX | XXX                  | XXX |
| Equipo X   | 3 : 0 | Equipo X                 | XXX | XXX                  | XXX |

| Colo-Colo              | 4 : 0 | Magallanes | ?   | 13 de septiembre de 1930 | ?   |
| Gimnástico Arturo Prat | 1 : 1 | Santiago   | ?   | ?                        | ?   |
| Equipo X               | 1 : 1 | Equipo X   | XXX | XXX                      | XXX |
| Equipo X               | 0 : 0 | Equipo X   | XXX | XXX                      | XXX |
| Equipo X               | 3 : 0 | Equipo X   | XXX | XXX                      | XXX |

| Magallanes          | 1 : 3 | Santiago Badminton     | ?   | 28 de septiembre de 1930 | ?   |
| Colo-Colo           | 5 : 0 | Gimnástico Arturo Prat | ?   | 28 de septiembre de 1930 | ?   |
| Liverpool Wanderers | 4 : 3 | Santiago National      | ?   | 28 de septiembre de 1930 | ?   |
|                     |       |                        | XXX | XXX                      | XXX |
| Equipo X            | 3 : 0 | Equipo X               | XXX | XXX                      | XXX |

| Santiago                 | 3 : 4 | Santiago Badminton | ?                   | 5 de octubre de 1930 | ?   |
| Unión Deportiva Española | 0 : 1 | Magallanes         | Estadio Santa Laura | 5 de octubre de 1930 | ?   |
| Equipo X                 | 1 : 1 | Equipo X           | XXX                 | XXX                  | XXX |
| Equipo X                 | 0 : 0 | Equipo X           | XXX                 | XXX                  | XXX |
| Equipo X                 | 3 : 0 | Equipo X           | XXX                 | XXX                  | XXX |

| Equipo X | 1 : 2 | Equipo X | XXX | XXX | XXX |
| Equipo X | 2 : 1 | Equipo X | XXX | XXX | XXX |
| Equipo X | 1 : 1 | Equipo X | XXX | XXX | XXX |
| Equipo X | 0 : 0 | Equipo X | XXX | XXX | XXX |
| Equipo X | 3 : 0 | Equipo X | XXX | XXX | XXX |

## Cuadro de resultados
| Equipo                 | AI  | CC  | GI  | GC  | LW  | MA  | SA  | SB  | SN  | UE  |
| ---------------------- | --- | --- | --- | --- | --- | --- | --- | --- | --- | --- |
| Audax Italiano         |     | 0:3 |     | 2:3 | 3:2 | 1:2 | 3:1 | 2:2 | 7:2 | 1:2 |
| Colo-Colo              | 3:0 |     | 5:0 | 1:2 | 9:0 | 4:0 | 1:0 | 1:1 | 7:1 | 2:1 |
| Gimnástico Arturo Prat |     | 0:5 |     | 5:1 | 1:4 | 0:5 | 1:1 |     | 5:5 | 2:6 |
| Green Cross            | 3:2 | 2:1 | 1:5 |     |     | 2:1 | 2:1 | 1:3 | 3:2 | 0:6 |
| Liverpool Wanderers    | 2:3 | 0:9 | 4:1 |     |     | 4:3 | 2:3 |     | 4:3 | 0:5 |
| Magallanes             | 2:1 | 0:4 | 5:0 | 1:2 | 3:4 |     |     | 1:3 | 4:3 | 2:4 |
| Santiago               | 1:3 | 0:1 | 1:1 | 1:2 | 3:2 |     |     | 3:4 | 3:2 | 0:4 |
| Santiago Badminton     | 2:2 | 1:1 |     | 3:1 |     | 3:1 | 4:3 |     | 7:2 | 1:1 |
| Santiago National      | 2:7 | 1:7 | 5:5 | 2:3 | 3:4 | 3:4 | 2:3 | 2:7 |     | 2:0 |
| U. D. Española         | 2:1 | 1:2 | 6:2 | 6:0 | 5:0 | 4:2 | 4:0 | 1:1 | 0:2 |     |

## Campeón
| Santiago de Chile    |
| Colo-Colo 3.º título |